# South Darenth
South Darenth est un village du Kent, en Angleterre.